# Matéria Estelar
Matéria Estelar é o segundo disco da cantora e compositora brasileira Rhaissa Bittar, lançado no final de 2014 pela Gravadora Panela Produtora. 
Foi indicado a melhor disco na categoria Canção Popular do Prêmio da Música Brasileira e ficou em segundo na lista dos 100 melhores discos nacionais do ano realizada pelo Embrulhador .

## Conceito
“Somos feitos de matéria estelar”. Foi a partir desta frase, citada pelo cientista Carl Sagan no documentário Cosmos, que surgiu o conceito do Disco.
Matéria Estelar é um disco extremamente conceitual pois todas as suas músicas são apólogos. Objetos se tornam alegorias para tratar sobre emoções humanas, uma lista telefônica desempregada, um pera largada na fruteira, até a pérola do quadro Moça do Brinco de Pérola de Johannes Vermeer ganha história no álbum.

## Participações especiais[8]
Paulinho Moska

Paulinho Boca de Cantor

Paulo Tatit

Paulo Padilha

Spok Frevo Orquestra

Nailor Proveta

Ricardo Herz trio

Lulinha Alencar

Grupo Papo de Anjo

As Olívias

## Faixas[9]
01. A lista 
02. Lamúrias de uma pera 
03. O leque 
04. A magnífica história nunca dantes contada sobre o amor da adaga de lady Macbeth pelo coração do Rei Duncan
05. Interlúdio 
06. Artifício 
07. A foto 
08. Uma pedra 
09. O sacrifício 
10. Gotas sobre um velho tamborim 
11. O guarda chuva
12. Pérola do brinco da moça 
13. Palitoterapia
14. Matéria estelar